# Continental Airlines
Continental Airlines, Inc. (IATA: CO, ICAO: COA, indicativo: CONTINENTAL) (NYSE: CAL) fue una compañía aérea certificada de Estados Unidos. Con sede en el Centro de Chicago, Illinois, fue la cuarta aerolínea más grande de los Estados Unidos en términos de ingreso pasajero/millas. Desde 1998, el eslogan de Continental ha sido "Work Hard, Fly Right." El 3 de mayo de 2010 se anunció que Continental Airlines y United Airlines se fusionarían para dar lugar a la compañía aérea más grande del mundo.
El 30 de noviembre de 2011 la Administración Federal de Aviación (FAA) anunció que a partir de ese día, Continental y United Airlines operaría como una sola (United).
Continental efectuaba vuelos a destinos en los Estados Unidos, Canadá, América Latina, Europa, y las regiones del Asia-Pacífico. Tenía más de 6.000 salidas diarias, atendiendo unos 151 destinos nacionales y 190 internacionales y tenía 85.200 empleados (a marzo de 2007). Las principales operaciones parten de sus aeropuertos principales del Aeropuerto Internacional Libertad de Newark (en Newark (Nueva Jersey), el Aeropuerto Intercontinental George Bush (en Houston, Texas), y el Aeropuerto Internacional de Cleveland-Hopkins (en Cleveland, Ohio). Continental Micronesia, una filial propiedad total de la compañía, efectuaba rutas en la Micronesia desde su base de vuelos del Aeropuerto Internacional Antonio B. Won Pat en Guam y conectaba la región de la Micronesia con destinos en el Este de Asia, Sureste de Asia, Honolulú y Cairns, Australia.
Continental Airlines era propietaria minoritaria de ExpressJet Airlines, que opera bajo la marca de Continental Express pero tenía una dirección totalmente independiente de Continental y se trata de una compañía pública. Cape Air, Colgan Air, CommutAir, y Gulfstream International Airlines alimentaban los vuelos de Continental operando como Continental Connection, así como Chautauqua Airlines lo hacía bajo el nombre de Continental Express, aunque Continental no tiene participación alguna en estas compañías.
Desde septiembre de 2005, Continental fue miembro de la alianza SkyTeam, donde participaba junto a Northwest Airlines, Delta Air Lines, Air France, Aeroméxico, Alitalia, KLM, etc. Además de contar con acuerdos de código compartido con las aerolíneas pertenecientes a la alianza SkyTeam, la aerolínea también tenía acuerdos de código compartido con los servicios ferroviarios de Amtrak con algunas ciudades del noreste de los Estados Unidos, con US Helicopter que volaba del Aeropuerto Internacional Libertad de Newark a Manhattan, y con los ferrocarriles galos a destinos de Francia. En enero de 2009, Continental anunció que abandonaría la alianza SkyTeam el 24 de octubre de 2009 y entraría en Star Alliance el 27 de octubre de 2009.

## Historia

### Historia temprana: 1931-1958
Continental Airlines comenzó a operar en 1934 como Varney Speed Lines (nombre procedente de uno de sus primeros propietario, Walter T. Varney, quien fue el fundador también de United Airlines) efectuando vuelos desde El Paso y que se extendían a Albuquerque, Santa Fe, y de Las Vegas, NM a Pueblo, CO. La aerolínea comenzó sus operaciones con el Lockheed Vega, un avión de un solo motor que podía transportar hasta cuatro pasajeros. La aerolínea operó más tarde con otros aviones de Lockheed, incluyendo el Lockheed L-9 Orion, el Lockheed Electra Junior, y el Lockheed Lodestar.
Después de la cancelación de todos los acuerdos de correo aéreo por la administración Roosevelt en 1934, Robert Six vio una oportunidad de compra en la división suroeste de Varney Speed Lines, que necesitaba dinero para atender la recién otorgada ruta de Pueblo a El Paso. Six fue introducido en la compañía por Louis Mueller (quien estuvo de consejero delegado de Continental hasta el 28 de febrero de 1966). Mueller ayudó a consolidar la división suroeste de Varney en 1934 junto con Walter T. Varney. Como resultado, Six entró en la aerolínea aportando 90.000 dólares y convirtiéndose en director general el 5 de julio de 1936. Varney fue premiada con un contrato del 17 del correo aéreo entre Pueblo y El Paso; así como efectuaba vuelos de pasaje. La compañía fue bautizada como Continental el 8 de julio de 1937. Six reubicó la base de la aerolínea en el aeropuerto de Denver Union (más tarde Stapleton) en Denver en octubre de 1937.
Robert F. Six fue uno de los más ingeniosos innovadores, pioneros, y visionarios (incluyendo a Juan Trippe, a William A. Patterson, a Jack Frye, C.R. Smith, y a Eddie Rickenbacker) que establecieron e hicieron crecer, a la industria aérea de los Estados Unidos. Aunque en su vida, Six ha tenido reputación de ejecutivo combativo y arriesgado imagen con la que ha permanecido más de 40 años.
Durante la Segunda Guerra Mundial las instalaciones de mantenimiento de Continental en Denver se convirtieron en un centro de conversión donde las aerolíneas convertían sus aviones en B-17, B-29 y P-51 para la fuerza aérea de los Estados Unidos. Los beneficios del transporte militar y de la conversión de aviones permitió a Continental contemplar la ampliación y adquisición de nuevos tipos de aviones que estuvieron disponibles después de la guerra.
Entre estos tipos estaban el DC-3, el Convair 240 y el Convair 340. Algunos de los DC-3 fueron adquiridos de los excedentes de aviones militares que aparecieron después de la Segunda Guerra Mundial. Los Convairs fueron los primeros aviones operados por Continental que estaban presurizados (ver foto).
La primera red de rutas de la aerolínea estaba limitada a la ruta de El Paso a Denver, así como las rutas que habían sido añadidas durante la Segunda Guerra Mundial de Denver y Albuquerque a destinos en Kansas, Oklahoma, y Texas. En 1946 Continental amplió sus rutas desde Denver a Kansas City y a Tulsa/Oklahoma City, y desde El Paso y Albuquerque a San Antonio. Cada una de estas rutas incluía paradas intermedias en alguna de las 22 ciudades pequeñas que también tenía como destinos. En 1953 Continental registró su primera gran expansión tras fusionarse con Pioneer Airlines, obteniendo permiso para volar a 16 ciudades adicionales en Texas y Nuevo México. Estos destinos de Pioneer se integraron perfectamente con las rutas de Continental posteriores a la Segunda Guerra Mundial, y generaron un impulso en la Administración de aeronáutica civil (CAB), regulador de la industria, para después incentivar desde Denver a los principales destinos en Texas, Nuevo México, Kansas y Oklahoma. Sin embargo, Continental era, como muchas de las compañías de los Estados Unidos del momento, esencialmente una aerolínea con vuelos regionales limitados. Bob Six estaba enormemente insatisfecho con esta situación. Él presionó fuertemente a la CAB para obtener rutas de mayor distancia a ciudades más grandes, como parte de su plan para transformar la compañía de operaciones regulares en una aerolínea importante como United, TWA, y American. Simultáneamente, se encontraba en conversaciones con Boeing para que Continental se convirtiese en una de las primeras aerolíneas del mundo en operar el 707, avión de reacción que sería presentado poco tiempo después. La planificación era vital, puesto que las nuevas rutas podían justificar los 707, y viceversa.

### La "Aerolínea que necesitaba crecer," 1959-1969
A finales de los 50, la estrategia de Six se había consolidado. Continental Airlines estaba experimentado una mejora en sus rutas, gracias a la responsabilidad del CAB y a los persistentes esfuerzos de Six, quien se refería frecuentemente a su compañía como, "la aerolínea que necesita crecer." En 1957 voló por primera vez de Chicago a Los Ángeles (ambos directos, y vía Denver); y vuelos directos de Denver y Los Ángeles a Kansas City. Continental Airlines introdujo vuelos turbohélice con los Vickers Viscount, en las nuevas rutas de media distancia. La CAB permitió a Continental abandonar los vuelos a muchas de las pequeñas ciudades de su red, permitiendo a los nuevos aviones de la compañía operar de manera más económica entre puntos con mayor radio de distancia. Antes de la introducción de los aviones Boeing 707, Continental adquirió el popular DC-7 para operar sus rutas directas desde Los Ángeles a Chicago, así como la Denver-Los Ángeles y la Chicago-Kansas City (ver fotos).
A finales de los 50 y comienzos de los 60, Six se estableció claramente a sí mismo como el líder que abogaba por las tarifas bajas. Él había predicho correctamente que el incremento del tráfico, y no las tarifas altas, eran la respuesta a los problemas de la industria aérea. Six sorprendió a la industria cuando introdujo la tarifa económica en la ruta Chicago-Los Ángeles en 1962. Más tarde se convirtió en pionero al introducir tarifas bajas o con descuento que permitió efectuar viajes aéreos a muchos que de otra manera no habrían podido. Una de las primeras innovaciones en Continental Airlines fue la creación de un amplio sistema de tarifas de viaje económicas que posibilitó un recorte de las tarifas en más de un 25 por ciento.
Como Six había planeado, Continental fue uno de los primeros operadores del Boeing 707, al recibir el primero de sus cuatro 707 en la primavera de 1959. Aunque Pan Am y TWA inauguraron los vuelos del 707 unas pocas semanas antes de que lo hiciese Continental, Continental fue la primera aerolínea del mundo en utilizar el Boeing 707 en vuelos internos, utilizándolo por primera vez en la ruta directa Chicago-Los Ángeles el 8 de junio de 1959. Sin embargo, como la flota de 707s de Continental era relativamente pequeña con respecto a otras compañías, se necesitaban innovaciones radicales en el programa de mantenimiento del 707. Para mantener su pequeña flota de reactores, Continental desarrolló una primera industria: el innovador programa "mantenimiento progresivo" permitió a Continental volar con sus 707 los siete días de la semana, 16 horas al día, obteniendo mejores utilizaciones del avión que ningún otro operador de este avión en la industria aérea.
Six, no satisfecho con el único servicio del 707, introdujo innovaciones exclusivas y comida de lujo en las operaciones de los 707 de Continental que fueron descritos como "...sin renunciar al lujo" por el Los Angeles Times, y, "...claramente, la mejor de la industria aérea" por el Chicago Tribune.
A comienzos de los 60 Continental añadió rutas desde Los Ángeles a Houston, ambos directos y con vuelos de una y dos paradas a Houston pasando por Phoenix, Tucson, El Paso, Midland-Odessa, Austin, y San Antonio. También se inauguraron nuevos vuelos desde Denver a Seattle, Portland, Nueva Orleans, y Houston (a Houston: ambos directos, y con una y dos paradas pasando por Wichita/Tulsa/Oklahoma City). En 1963 la base de la compañía fue trasladada desde Denver a Los Ángeles.
A finales de los 60, la compañía se deshizo del último de sus aviones turbohélice y de pistón—una de las primeras aerolíneas de los Estados Unidos en hacerlo. Continental reemplazó la flota de aviones Viscount con los DC-9s de Douglas Aircraft y comenzó una agresiva campaña de adquisición de aviones Boeing 727. Estos dos aviones (DC-9 y B-727) se convirtieron en el caballo de batalla de la flota de Continental desde finales de los 60, y durante los veinte años siguientes. En 1968 un nuevo sistema de libreas de Continental Airlines fue presentado, unas rayas dorada y naranja paralelas adornadas con una "turbulencia" negra conformaban el logo (diseñado por el amigo de Six, el famoso diseñador gráfico Saul Bass) de las colas de los aviones (el logo fue más tarde modificado por el rojo; ver foto del 747). Los eslóganes adoptados en 1968 y utilizados durante una década aproximadamente, fueron "La aerolínea que está orgullosa de su construcción" y, "El pájaro orgulloso con la cola dorada.".
Durante la guerra de Vietnam, Continental, proporcionó un buen número de transportes de carga y tropas para la Armada de los Estados Unidos y la infantería de marina a las bases de Asia y el Pacífico. Los 707 de Continental fueron los aviones no militares más comunes que pasaban por Saigón, en el Aeropuerto Internacional Tan Son Nhat. Como resultado de la experiencia que Continental adquirió en las operaciones del Pacífico, la compañía creó la antigua filial Air Micronesia en mayo de 1968, inaugurando rutas interinsulares entre Yap/Saipán/Guam, Majuro, Rota, Truk, Ponape (Pohnpei) y Honolulú. "Air Mike", como era conocida la nueva aerolínea, inicialmente operó con aviones Boeing 727-100 especialmente dotados de medidas de supervivencia para aterrizaje sobre el océano, radar doppler, y un sinfín de complementos (incluyendo amortiguadores). Un mecánico veterano voló a bordo de todos los vuelos de Air Mike hasta finales de los 70. Air Micronesia opera ahora como la filial Continental Micronesia.
En septiembre de 1969 se consiguió un objetivo prioritario: la introducción de vuelos de Continental desde Los Ángeles a Honolulú/Hilo; y en 1970, Continental fue premiada con rutas desde Seattle y Portland a San José, el Aeropuerto Hollywood-Burbank, y Ontario, California—todos ellos mercados aéreos emergentes. Los vuelos directos de San Francisco a Albuquerque y Dallas fueron añadidos el mismo año.

#### Primer piloto afroamericano
En 1963, Continental contrató al primer piloto afroamericano que trabajase en cualquiera de las grandes compañías de los Estados Unidos, Marlon D. Green, después de una decisión de la Corte Suprema de los Estados Unidos de una ley anti-discriminación en Colorado aplicada en este caso contra Continental. Green voló con Continental desde 1965 hasta su jubilación en 1978. La contratación por parte de Continental de Marlon Green sembró el camino para la contratación de otros pilotos por parte de todas las compañías aéreas, un hito en la industria que se plasmó finalmente en 1977 después de que Southern Airways y Piedmont contratasen a sus primeros pilotos de color.

### Continental entra en la época de los aviones de fuselaje ancho: 1970-1976
Debido a la insistencia de Six, Continental (con Pan Am y Trans World Airlines) fue una aerolínea de lanzamiento del avión Boeing 747. El 26 de junio de 1970 Continental fue la primera compañía en introducir el 747 en los vuelos internos en los Estados Unidos. Su piso superior con asientos de primera clase y su planta principal con los asientos "Polynesian Pub" ganaron premios en todo el mundo por el interior de cabina más refinado de todas las aerolíneas, así como los servicios de comida desarrollados por el chef de Continental, Lucien DeKeyser. Los vuelos de Continental con 747 desde Chicago y Denver a Los Ángeles y Honolulu fijaron los estándares de vuelo del oeste de Estados Unidos. En 1974, cuando un empleado de atención al cliente de Denver le preguntó por qué volaba con Continental a cualquier sitio que fuese, la leyenda de Hollywood Henry Fonda señaló: "¡Esta operación es maravillosa; estrictamente maravillosa!"
El 1 de junio de 1972 los vuelos de Continental con el avión de fuselaje ancho DC-10 comenzaron. Six insistió en que Continental había efectuado un gran pedido de DC-10 con el fabricante McDonnell Douglas. Esta decisión volvió cumplir con las predicciones, puesto que la publicidad asociada con la entrada en servicio del 747 de Continental en el corredor Chicago-Denver-Los Ángeles-Honolulú incrementó no solo el porcentaje de mercado, sino que incrementó los números de tráfico en todas las compañías. Además, Denver, Houston y Seattle experimentaron un gran incremento. Los DC-10 rápidamente asumieron muchos de los vuelos entre Denver y Chicago, a Los Ángeles, Houston y Seattle (y entre Houston-Los Ángeles).
Durante los 70, Denver continuó siendo la base de operaciones de la red de vuelo de Continental. Los 747 fueron ubicados en las rutas Chicago-Los Ángeles-Honolulú, con un vuelo de ida y vuelta desde Denver. Los aviones DC-10 operados en los mercados de gran distancia entre mercados de ciudades importantes (normalmente desde Los Ángeles a Chicago, Denver, Houston y Honolulu; y desde Denver a Chicago, Los Ángeles, Seattle y Houston). Los DC-9 y los B-727 predominaban en el sistema de vuelo, así como frecuencias adicionales en los mercados del DC-10. Junto con Braniff, Continental operó pocos tipos de aviones (cuatro: el B-747, el McDonnell Douglas DC-10, el B-727-200, y el DC9-30) durante este periodo que ninguna aerolínea grande de Estados Unidos, ahorrándose una buena cantidad en partes de aviones, mantenimiento y entrenamiento de los tripulantes.
El DC-10 probó ser una incorporación muy oportuna a la flota de Continental, al permitir a la aerolínea colocarse a la cabeza del crecimiento de pasajeros de los mercados del oeste de Estados Unidos. Continental fue testigo de crecimientos de pasajeros anuales en todos los mercados donde estaba el DC-10 durante los 70, hasta igualar sus cifras a las de United, el principal competidor en muchas de las rutas del DC-10. Las mismas innovaciones de servicio introducidos en la flota del 747 comenzaron a ser implementadas en la de DC-10s, incluyendo la clase "Polynesian Pub"; aunque después de la Crisis del Petróleo de 1973-aumentando los precios de combustible, se necesitaba incrementar el número de asientos para ser más beneficiosos-, los asientos pubs de los DC-10 fueron retirados.
De acuerdo con Robert Serling, biógrafo de Six, relató de manera totalmente exacta cada uno de los detalles de las operaciones de Continentalen los 60 y los 70. En una anotación anecdótica de la pasión de Six por dar los mejores servicios al pasajero, en cada una de las páginas del manual de servicios al cliente de la aerolínea aparecían las siguientes palabras inscritas: "Nada en este manual suplanta al sentido común." Bob Six en su implacable merodeo del sistema de vuelos de Continental, y de los vuelos de la competencia, para poder efectuar una búsqueda de ideas que se pudiesen aplicarse a la red de vuelos de Continental. En un continuo tributo a la pasión de Six por dar la mejor calidad de servicio al pasajero—y en un periodo de dificultades que resultó en un deterioro de la calidad de servicio entre 1982 y 1994—Continental obtuvo más galardones por su trato preferente a los pasajeros y por su profesionalidad en la industria de viajes que cualquier otra aerolínea.

### Desregularización y expansión: 1977-1980
En 1974, después de años de retrasos y procedimientos legales, Continental inauguró vuelos entre Houston y Miami, y el 21 de mayo de 1976, Continental fue autorizado a volar entre San Diego y Denver -ambas rutas habían sido largamente esperadas, y supuso un nuevo episodio de rápido crecimiento de Continental. El Presidente Carter y el consejero del Consejo de Aeronáutica Civil, Alfred Kahn, promovieron la desregularización de la industria de las aerolíneas (véase Ley de Desregularización de Aerolíneas), que disolvería la CAB y por primera vez en la historia de la industria de compañías estadounidenses las aerolíneas podían decidir donde debían de volar, sin la supervisión del gobierno, y pudiendo fijar las tarifas de manera libre. En este contexto, 1977 fue un año histórico para Continental y toda la industria aérea, mientras el CAB comenzó a perder sus beneficios de épocas pasadas. Continental comenzó a volar desde Denver a Miami/Ft. Lauderdale y Tampa/St. Petersburg. En el mismo año, el presidente Carter autorizó a Continental a efectuar vuelos diarios entre los destinos de Air Micronesia a Saipán y Japón, y aprobó la ruta de Continental desde Los Ángeles a Australia vía Honolulú, Samoa, Fiyi, Nueva Zelanda y Australia. Los vuelos al sur del pacífico comenzaron el 1 de mayo de 1979.
Tras el 1978 con la comprobación de efectos del Acto de la Desregularización de las Aerolíneas, Continental, se embarcó en un agresivo plan de ampliación de rutas. En octubre de 1978 Continental comenzó a volar desde el área de aeropuertos de Nueva York a Houston y Denver, y desde Denver a Phoenix. Ese mismo mes, Continental inauguró vuelos con el DC-10 entre Los Ángeles y Taipéi, vía Honolulú y Guam. Los vuelos entre Houston y Washington D. C. comenzaron en enero de 1979. En junio de 1979, Continental conectó Denver con Washington D. C., Las Vegas, San Francisco y San José y también comenzaron los vuelos entre Houston y Tampa. En el momento de la adquisición de la compañía por parte de Texas Air Corp. en 1981, la Continental posterior a la desregularización había crecido hasta el punto de estar en todos los mercados principales de Estados Unidos (y en todos los mercados regionales) desde sus bases de operaciones en Denver y Houston; y la rápida ampliación aérea tuvo como respuesta la ampliación de las instalaciones de los vuelos de largo radio en cada uno de estos aeropuertos. En Denver, el rápido crecimiento de Continental propició un impulso final para la construcción del nuevo Aeropuerto Internacional de Denver, que quedaría completado quince años más tarde.
Durante 1978, Continental exploró la posibilidad de fusionarse con Western Airlines. Western también tenía su base en el aeropuerto internacional de Los Ángeles (LAX) y operaba principalmente una flota en la que predominaba los B-727 y los DC-10 como en la flota de Continental. El sistema de rutas hubiese sido complementario, con mínimos solapamientos; porque, aunque ambos operaban en los estados del oeste, Continental tenía una fuerte presencia en Hawái, la zona sur y los estados de la Gran Llanura; mientras Western era fuerte en el mercado interestatal de California, Alaska, México, y el oeste de la intermontañosa. Ambas aerolíneas operaban al Noroeste del Pacífico y los estados de las Montañas Rocosas, pero manteniendo rutas diferentes desde Los Ángeles, Denver, San Francisco, Seattle y Phoenix. Esta fusión nunca llegó a consumarse, sin embargo, los cambios de la industria albergaban un panorama totalmente diferente para el futuro de Continental.
Al contrario que algunas aerolíneas (especialmente Braniff cuya ampliación fue tan rápida e insostenible que los costes adicionales se tornaron en una inversión imposible, y la compañía terminó en bancarrota y liquidación), Continental tuvo una tasa de expansión basándose en el comportamiento del mercado tras la desregularización, ajustándose más a lo apropiado. Los mercados que fueron añadidos, fueron los que reportarían beneficios, y dotasen a la compañía de una fuerte base financiera para afrontar los reveses del futuro y hacerles frente como hicieron entre 1982 y 1994.

### Adquisición por Texas Air Corporation: 1981-82
En 1981 Texas Air Corporation, una compañía de aerolíneas controlada por el apasionado de la aviación y corredor estadounidense Frank Lorenzo, adquirió Continental después de una batalla contenciosa con la dirección de Continental que estaba en contra de la adquisición de Lorenzo. Los sindicatos de Continental también se mostraron totalmente contrarios a la compra, lanzando una campaña de desgaste con el lema "Las tácticas de desregularización de Lorenzo", con la que pretendían sembrar la idea de que Continental quedaría segregada. Durante el conflicto, el presidente de Continental Airlines, A. L. Feldman, se suicidó, el 9 de agosto de 1981, en su oficina.
Finalmente, la oferta de Texas Air Corp. prevaleció. Frank Lorenzo se convirtió en el nuevo presidente y consejero delegado de Continental. El 31 de octubre de 1982 Continental se fusionó con Texas International (la fusión mantuvo el nombre, la marca y la identidad de Continental de la compañía; la marca e identidad de Texas International desapareció), ofreciendo vuelos a tres continentes (América, Asia y Oceanía) con una flota de 112 aeronaves. La "nueva Continental" reubicó su base en donde estaba la de Texas Air, en Houston, Texas. La fusión propició una gran expansión en la base de operaciones de Continental: el aeropuerto intercontinental de Houston y una ampliación de nuevas rutas a México y a la zona central y sur de Estados Unidos.
La fusión de las aerolíneas impulsó fuertemente a Lorenzo y Continental. Los juzgados federales, no fueron capaces de detener la reorganización de las empresas. No obstante, persuadieron al congreso de que promulgasen una ley anti-bancarrota con la que detener la reestructuración. La ley se promulgó demasiado tarde sin afectar a Continental ni a los costes e impuestos de la liquidación.

### Primera bancarrota y relaciones laborales: 1983-84
Frank Lorenzo introdujo a Continental en el Capítulo 11 de bancarrota el 23 de septiembre de 1983, después de no lograr alcanzar un acuerdo para reducir los sueldos con los sindicatos. La reconstrucción de la empresa comenzó de inmediato. Después de la bancarrota, Continental estaba libre de las obligaciones contractuales e impuso una nueva serie de acuerdos laborales con los sindicatos de sus trabajadores, permitiendo reducir los costes laborales de la aerolínea al reducir los costes de la moratoria con sus empleados. Este movimiento hizo a Continental mucho más competitiva y, con las nuevas bases de las aerolíneas emergió y volvió a dominar el margen suroeste de los Estados Unidos, pero tuvo un importante impacto negativo en las actitudes y valores de los empleados. En términos financieros, la aerolínea suprimió el tratado de bancarrota—a finales de 1984, Continental obtuvo 50 millones de dólares de beneficios. El 30 de junio de 1986, Continental abandonó el capítulo 11 de bancarrota. Continental ostenta la distinción de ser la primera aerolínea estadounidense en superar una bancarrota.
Durante este periodo, Continental se vio obligada a abandonar su pequeña base de operaciones en Los Ángeles, aunque mantuvo sus rutas desde LAX a Denver, Chicago, Houston, y al sur del Pacífico.

### Vuelos europeos y un rápido crecimiento hacia la consolidación: 1985-89
El 28 de abril de 1985, Continental comenzó su reflote, con la inauguración de sus primeros vuelos regulares a Europa con vuelos desde Newark y Houston a Londres. Poco tiempo después, se pusieron vuelos también a París, Fráncfort del Meno, Madrid-Barajas y Múnich.
En octubre de 1985, Texas Air Corp. hizo una oferta por la aerolínea regional con base en Denver Frontier Airlines, lo que dio pie a una enconada competición con People Express, liderada por el antiguo asociado de Lorenzo de TI Don Burr. People Express pagó una cantidad ingente por las operaciones de gran coste de Frontier. La adquisición con cargo a la deuda de la compañía no fue vista con buenos ojos por los observadores industriales según el criterio de la integración de rutas y la filosofía general de la operación aunque fue, según los analistas industriales, una forma por parte de Burr de llamar la atención de su antiguo jefe, Frank Lorenzo.

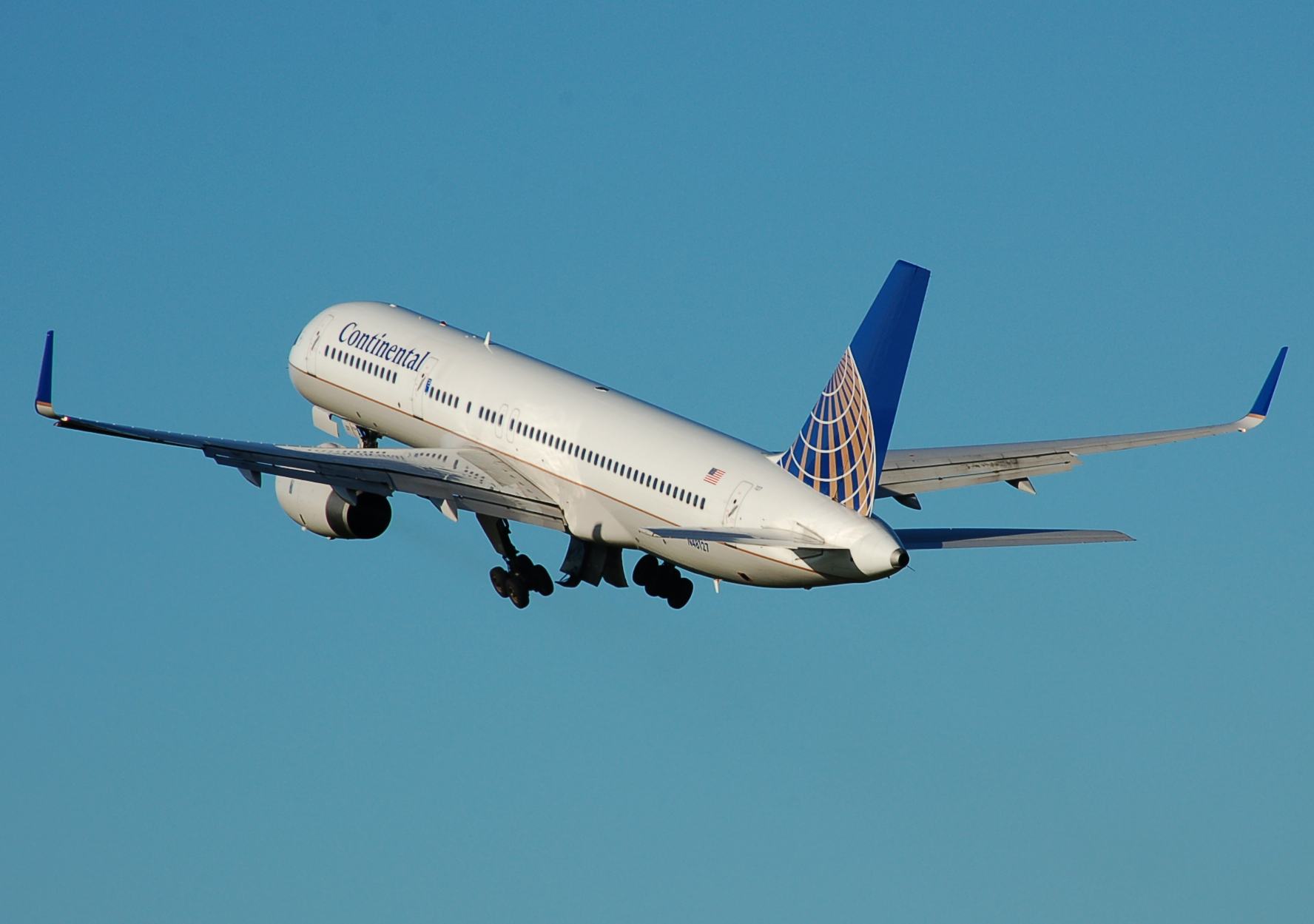
Boeing 757-200 con winglets en salida de Newark.

El 24 de agosto de 1986, Frontier cayó en bancarrota y canceló todas sus operaciones. Con el enorme sangrado económico de People Express, Texas Air adquirió PeopleExpress el 15 de septiembre de 1986, a la vez que se hacían con la fuerte red de destinos de Frontier en las Grandes Llanuras y al oeste de la zona intermontañosa reforzando el ya de por sí fuerte centro de operaciones de Continental en Denver. Puesto que era la mayor aerolínea que efectuaba vuelos en el mercado de Nueva York, el centro de operaciones de PeopleExpress en Newark permitió a Continental ampliar fuertemente su red de destinos en la costa este por primera vez en su historia. Continental pronto se convirtió en la tercera aerolínea más grande en los Estados Unidos, y el principal operador en los mercados aéreos de Nueva York, Denver y Houston. Continental salió de su bancarrota en 1986 con características mejoradas y una importante caja y una estructura de rutas más competitivas con rutas a todas las ciudades importantes de Estados Unidos desde sus principales centros de operaciones de Denver y Houston.
El 1 de febrero de 1987, People Express, Frontier, New York Air, y algunas otras aerolíneas de alimentación se fusionaron con Continental Airlines creando la tercera aerolínea más importante de Estados Unidos (y la sexta aerolínea más grande del mundo). En consecuencia, Continental se convirtió en una de las principales participantes en los mercados del noreste. En 1987 se planteó la creación del programa de viajeros frecuentes de Continental, OnePass (en unión con Eastern Airlines); y, en 1988 Continental creó la primera estrategia de grupo (y la primera alianza internacional de este tipo) con SAS.

### Segunda bancarrota, nuevo liderazgo y cambios estructurales: 1990-97
En 1990, Frank Lorenzo se retiró tras 18 años al frente de Texas International y más tarde de Texas Air y Continental Airlines, vendiendo la mayoría de su capital accionarial a Scandinavian Airlines System (SAS). De acuerdo con William F. Buckley, en su artículo del 17 de septiembre de 1990 en National Review, la venta a SAS estaba condicionada a que Lorenzo abandonase la compañía.

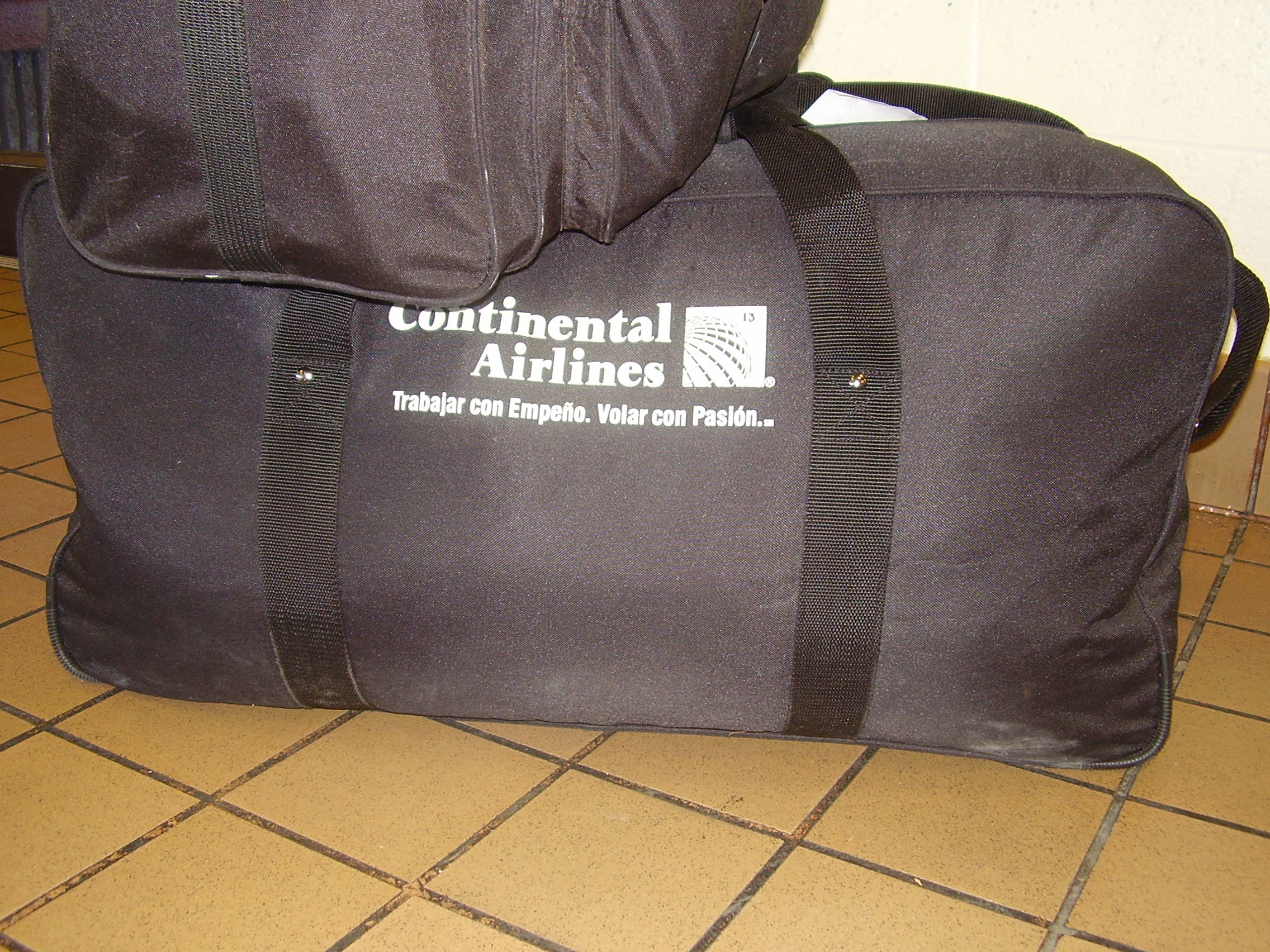
Bolsa de lona de Continental Airlines. Tiene el eslogan español, "Trabajar con empeño. Volar con pasión."

El 3 de diciembre de 1990, Continental entró en su segunda bancarrota en una década. Hubo un buen número de circunstancias detrás de esta segunda bancarrota, entre las que las más importantes son: Lorenzo había dedicado casi todo su tiempo a la adquisición de Eastern Air Lines y a negociar nuevas condiciones laborales; la invasión de Kuwait por Irak y la posterior guerra del Golfo en 1990 produjo un fuerte incremento del precio del combustible; y People Express tampoco estaba muy fuerte tras su fusión en Continental, tras haber adquirido Frontier Airlines tan solo dos años antes. Además Lorenzo se había embarcado en solventar las deudas de otras compañías, intentando también consolidar a las diferentes aerolíneas en un único grupo. Esto propició que la aerolínea contase con un número bastante elevado de aeronaves de distintos tipos, evidentes en las muy diversas libreas que comprendieron la flota de Continental durante años.
A finales de los 80, tras una reducción de vuelos por parte de United Airlines y el intento fallido de USAir en establecer rutas punto a punto, Continental amplió sus vuelos en el Aeropuerto Internacional de Cleveland Hopkins y estableció la que acabaría siendo su tercera base de operaciones de su amplia red de destinos. Continental rápidamente se hizo con la práctica totalidad de puertas en el módulo C del aeropuerto (anteriormente posesión de United), y más tarde amplió sus puertas con la construcción del nuevo módulo D.
El 12 de febrero de 1991, Continental presentó su nueva librea azul y gris, con el logo de un "globo terráqueo". Esta continúa siendo la seña de identidad de la flota de Continental y de sus instalaciones.
En 1993 Air Canada, junto a Air Partners y Texas Pacific Group, posibilitaron que Continental emergiese de la bancarrota invirtiendo 450 millones de dólares en la aerolínea. Bajo el nuevo liderazgo del antiguo ejecutivo de Boeing Gordon Bethune, quien se convirtió en su presidente en octubre de 1994, Continental comenzó un gran trabajo de reflote de la compañía. Bethune comenzó por pedir nuevos aviones en un esfuerzo por convertir su flota en una de aviones únicamente de Boeing fleet. Después de la apertura del Aeropuerto Internacional de Denver el 28 de febrero de 1995, la dirección de Continental decidió que la base de operaciones de Denver - su base de operaciones histórica y centro de su sistema de vuelos durante 60 años - vio reducir sus vuelos hasta quedar con una mínima parte (con vuelos solo a Houston, Newark, y Cleveland). Esta reducción estaba basada en la reducción de costes, puesto que las tasas y cargos del nuevo aeropuerto eran considerablemente más elevados que en Stapleton, al que había reemplazado este nuevo aeropuerto. Bethune también inició un plan de avance, creado para reparar la mermada moral de sus empleados y para suprimir otros problemas de la aerolínea. Sus decisiones quedaron reflejadas en el libro publicado en 1999 De lo peor a lo primero.

### Operaciones recientes y actuales

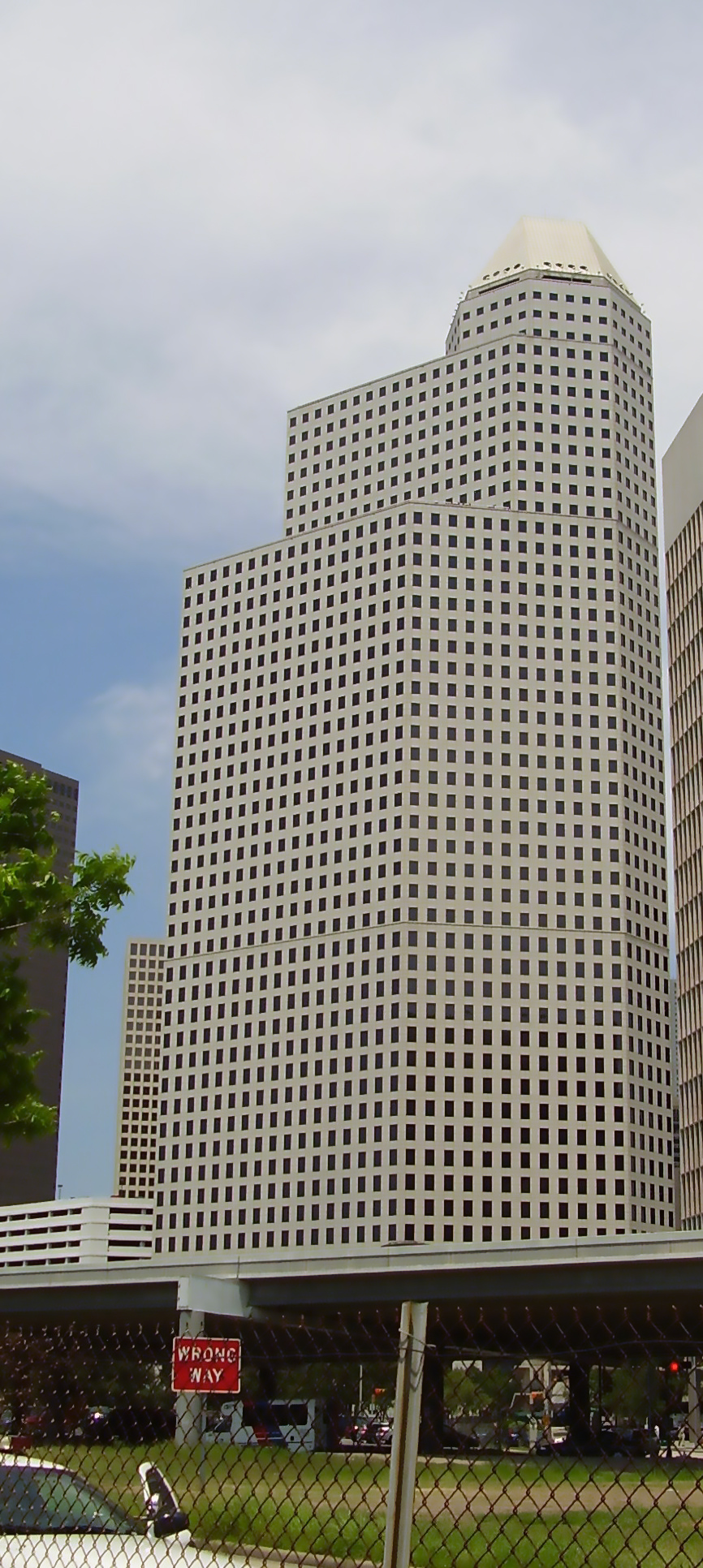
Continental Center I, la antigua sede del Continental Airlines

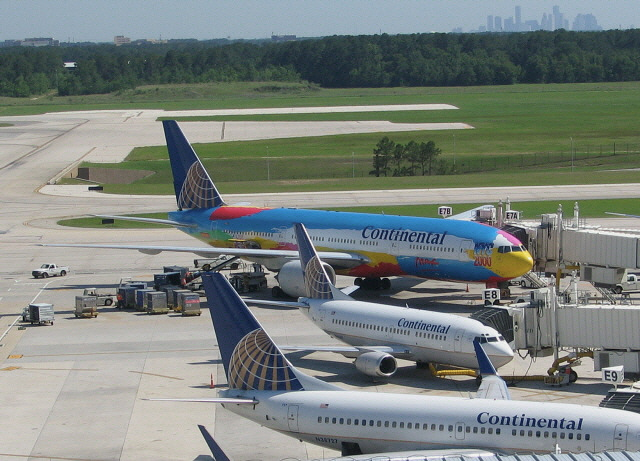
El Boeing 777 "Peter Max" (el avión más colorido) en el Aeropuerto Intercontinental George Bush en Houston, Texas. El centro de Houston está visible al fondo. La librea fue retirada en el invierno del 2007-2008.

En septiembre de 1997 la aerolínea anunció que pretendía consolidar su base de Houston en el complejo Continental Center.
A comienzos de 1998, Continental se volvió a embarcar en un plan de ampliación de vuelos internacionales.Ese mismo año inauguró vuelos a Irlanda y Escocia, y en octubre de 1998 la aerolínea recibió su primer avión Boeing 777, permitiendo vuelos directos de Newark y Houston a Tokio, Japón, y desde Newark a Tel Aviv, Israel. Continental alcanzó ese mismo año acuerdos con Northwest Airlines, Copa, Avant Airlines, Transbrasil, y Cape Air, y Continental y America West Airlines se convirtieron en las dos primeras aerolíneas de Estados Unidos en lanzar el servicio de billetes electrónicos.
El 1 de marzo de 2001, Continental lanzó vuelos directos de Newark a Hong Kong, efectuando su ruta sobre el círculo polar norte. Este vuelo fue el primero de larga distancia directo con una duración superior a las 16 horas. El SARS en Asia provocó que los vuelos fuesen suspendidos hasta el 1 de agosto de 2003. La inauguración en 2001 comenzó con una breve batalla entre Continental, United Airlines y Cathay Pacific sobre los derechos de vuelos directos entre Hong Kong y Nueva York.
Continental introdujo nuevos vuelos directos a Oslo, Noruega, en 2004. En 2005, Continental amplió sus vuelos desde Newark a Pekín después de que las autoridades chinas les diesen permiso para efectuar el vuelo. En ese mismo año, se añadieron cinco nuevos destinos: Aeropuerto de Estocolmo-Arlanda en Suecia, Belfast y Bristol en el Reino Unido, y Hamburgo y Berlín en Alemania. Se añadieron vuelos a Colonia, Alemania, en 2006 y a Atenas, Grecia en 2007. De las aerolíneas estadounidenses, solo Delta opera a más destinos europeos que Continental.
En 2005 los vuelos a Asia fueron ampliados por Continental con la introducción de vuelos diarios directos entre Newark y Nueva Delhi, India. El éxito de la ruta de Newark a Nueva Delhi presagió la creación de una segunda ruta en India con el anuncio diario de vuelos directos a Bombay. La inauguración de vuelos a Bombay implicó que Continental se convirtiese en la aerolínea que más vuelos directos diarios ofrecía de Estados Unidos a India.
En mayo de 2006, el tráfico de pasajeros de la compañía sobrepasó al de Northwest Airlines, y Continental se convirtió en la aerolínea más grande de los Estados Unidos, el primer cambio entre las cinco aerolíneas principales de pasajeros desde 2001.
El The Wall Street Journal anunció el 12 de diciembre de 2006 que Continental estaba inmersa en discusiones con United Airlines. Según el artículo Northwest Airlines, podría tener una acción de oro de Continental que dataría de la relación entre ambas compañías de finales de los 90, y la desaparición de la base de operaciones que Continental tiene en Guam. Las negociaciones no eran "seguras o inminentes", con charlas, en el mejor de los casos, preliminares.
Reconociendo las limitaciones en la cantidad de operaciones en Newark, Continental anunció sus planes de ampliar la utilización de su centro de operaciones de Cleveland con la implantación de más vuelos internacionales en Cleveland. El 14 de septiembre de 2007, Continental diseñó su plan de dos años en su base de operaciones de Cleveland, incluyendo nuevos vuelos desde Cleveland a París que comenzaron el 22 de mayo de 2008. Se espera continuar la ampliación de vuelos internacionales en breve, tan pronto esté completada la nueva oficina de la Inspección de Vuelos Federales en el módulo principal de Continental en Cleveland.
En cuanto a los vuelos internos, el plan de ampliación contempla dos fases. La primera fase comprende doce destinos que serían operados por aviones de reacción regionales, con los nuevos vuelos previstos en mayo de 2008. Más tarde, en 2009, estaban previstos 20 nuevos destinos, principalmente con aviones de la matriz. Continental sostuvo que la ampliación estaría completada a tiempo para la temporada de viajes del verano de 2009, aportando así 700 nuevos trabajos en la base de operaciones de Cleveland. Sin embargo, la crisis económica de 2008 acabó con estos planes y, de hecho, propició una reducción de vuelos en el centro de operaciones de Cleveland.

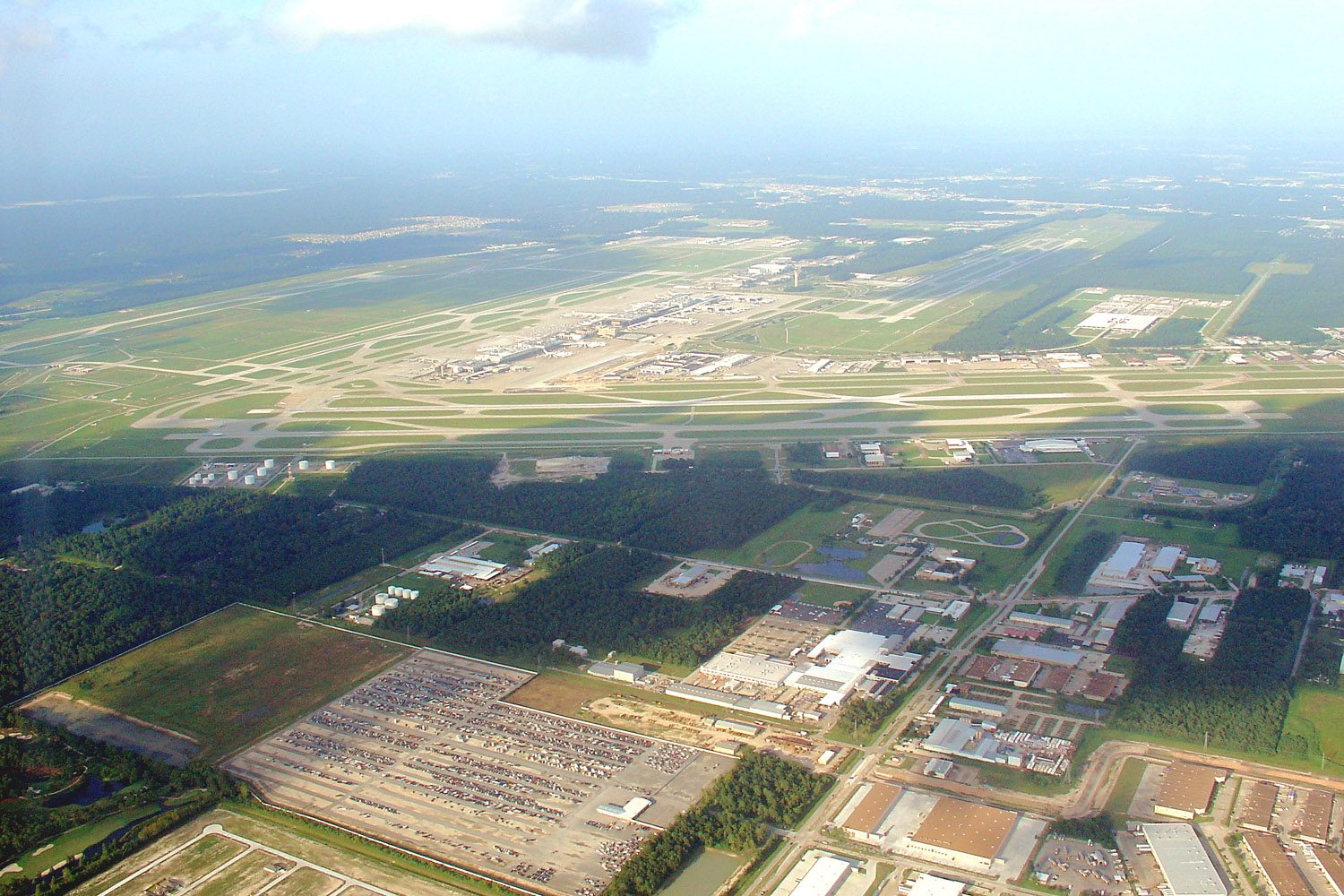
Continental es el operador principal en el Aeropuerto Intercontinental de Houston

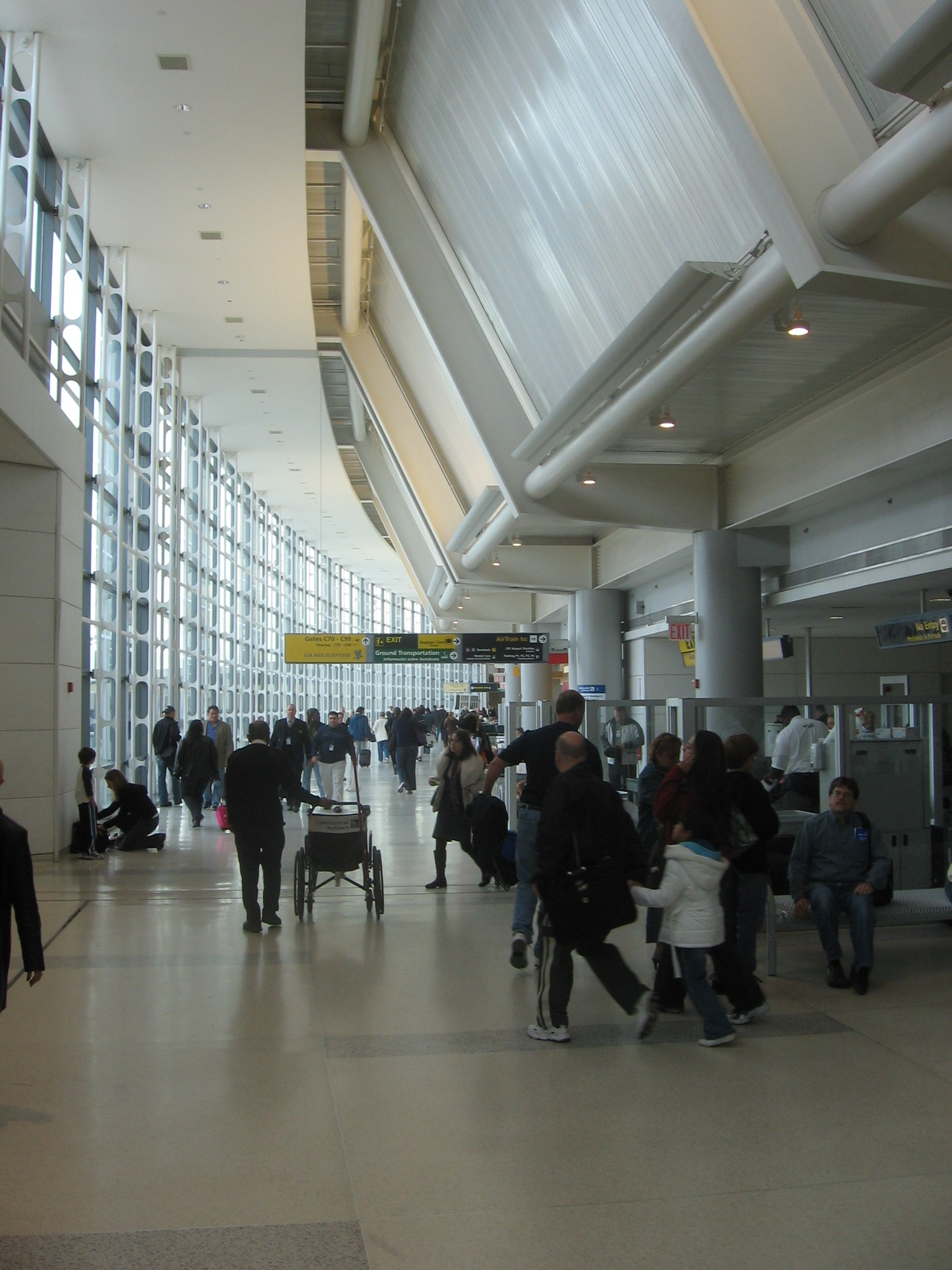
Continental, compañía principal de Nueva York, opera desde la Terminal C del Aeropuerto Internacional Libertad de Newark

En mayo de 2008, Continental Airlines vendió las 4,38 millones de acciones que tenían en la compañía de bandera panameña Copa a un precio de 35,75 dólares por acción, obteniendo así 149,8 millones de dólares. Continental había sido uno de los principales accionistas en Copa. Continental dijo el 5 de junio de 2008 que debido a las condiciones económicas nacionales e internacionales, se verían obligados a recortar 3000 empleos y que el consejero delegado y el presidente reducirían sus salarios el resto del año. La aerolínea también dijo que reduciría su capacidad y eliminaría 67 aviones de la flota de la compañía principal a finales de 2009, retirando todos los 737-300 y dejando solo 35 de los 737-500 de Continental.
El 19 de junio de 2008, Continental anunció que planeaba abandonar la alianza SkyTeam y pretendía entrar en la Star Alliance con el fin de colaborar más de cerca con United Airlines y otras aerolíneas de Star Alliance. La nueva relación Continental-United ha sido visto en algunos círculos como una "fusión virtual". Continental dijo que su afiliación a SkyTeam había sido, sin embargo, la mejor forma de incrementar su tráfico de pasajeros de negocios. Continental había estado en negociaciones con United Airlines desde comienzos de 2008 con la intención de que ambas aerolíneas acabasen fusionándose, pero Continental dejó claro en las negociaciones su intención de continuar operando como aerolínea independiente.
El 19 de agosto de 2008, el USA Today anunció que Continental despediría entre 140 a 180 pilotos. El artículo también mencionó que más de 2500 trabajos ya habían sido eliminados, muchos de ellos con los programas de prejubilaciones voluntarias. Continental dijo en junio que pretendía reducir su capacidad en vuelos internos en Estados Unidos en un 11% después del incremento de viajeros de la temporada de verano.
En septiembre de 2008, Continental anunció que efectuaría nuevos vuelos estacionales entre Houston y Río de Janeiro. El nuevo vuelo directo pretende ofrecer conexiones de vuelo desde el centro de operaciones de Continental de Houston a más de 160 ciudades de los Estados Unidos, Canadá, Centroamérica, Europa, y Asia.
El 7 de enero de 2009, Continental fue la conductora del primer vuelo de demostración del uso del biodiésel por parte de un avión comercial en los Estados Unidos. La demostración de vuelo estaba dotado de un combustible especial de componentes derivados de algas y cultivos sostenibles, combustibles de segunda generación que no tiene impacto sobre la comida o agua de la población mundial y no contribuye a la deforestación.
El 29 de enero de 2009, Continental anunció pérdidas en su cuarto trimestre de 2008 por una cantidad neta de 266 millones de dólares achacables al coste de la retirada de pilotos y el incremento del precio del combustible.

### 2010: Fusión con United Airlines
El 3 de mayo de 2010 se anunció que Continental Airlines y United Airlines se fusionarían para dar lugar a la compañía aérea más grande del mundo, operando bajo el nombre de United.

### Premios y reconocimientos recientes
- Aerolínea más admirada mundialmente; revista Fortune (2004, 2005, 2006, 2007, y 2008)[30]
- Aerolínea más admirada de los Estados Unidos; revista FORTUNE (2006)[31]
- "Aerolínea del año" por OAG (2004, 2005)[32]
- Mejor clase ejecutiva/negocios; OAG Airline of the Year Awards (2003, 2004, 2005, y 2006)
- Mejor aerolínea de Norteamérica; OAG Airline of the Year Awards (2004, 2005, y 2006)
- Mejor clase de negocios en vuelos transatlánticos y transpacíficos de las aerolíneas de Estados Unidos; Condé Nast Traveler (1999, 2000, 2001, 2002, 2003, 2004, 2005, y 2006)
- Mejor aerolínea para viajar de Norteamérica, Mejores tripulantes de vuelo de Estados Unidos, y mejor servicio en vuelo de los Estados Unidos en la encuesta de la UK's Business Traveller magazine[33] (2006)
- Continental fue también nombrada "Aerolínea más admirada del mundo." por Yahoo!
- Premio a la mayor red de vuelos por J.D. Power y Asociados (2007)[34]
- La aerolínea nacional más grande (clase Premium) por Zagat (2008)[35]
- Continental fue nombrada la más valiosa por valor (Internacional) de entre todas las aerolíneas por Zagat (2008)[35]
- Mejor aerolínea de Norteamérica para viajar por Business Traveler Magazine (2008)[36]

## Destinos

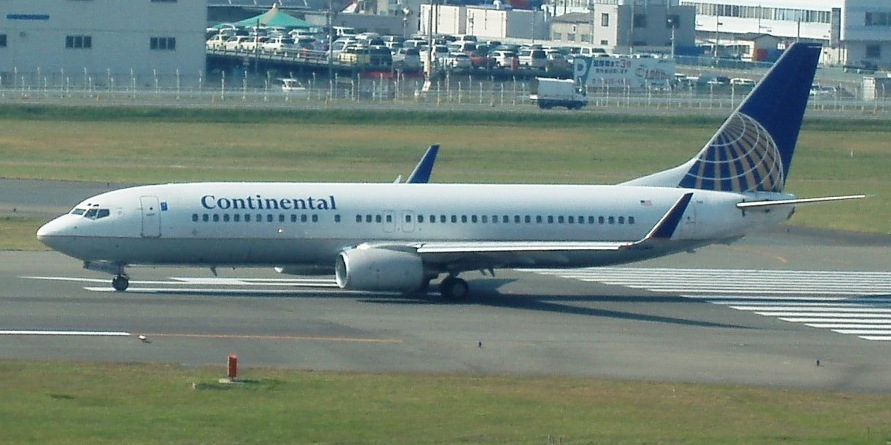
Un Boeing 737-800 de Continental Micronesia en el Aeropuerto de Fukuoka, Japón

Continental, junto con Continental Express y Continental Micronesia, ofrecían más de 3100 salidas diarias a destinos en América, Europa y la región del Asia-Pacífico. La programación de verano de 2008 mostraba que Continental atendía 145 destinos nacionales y 138 internacionales con más de 550 destinos más a través de los compañeros de SkyTeam.
Continental Airlines operaba principalmente en una red de rutas de bases de operaciones, con las principales de Norteamérica en Cleveland, Houston, y Newark, y su centro de operaciones del pacífico oeste en Guam. La mayor parte de sus vuelos estaban operados desde sus bases de operaciones, con algunas excepciones (las principales son Seattle-Anchorage y Los Ángeles-Honolulú). Algunas aerolíneas afiliadas utilizaban el nombre de Continental Connection para efectuar también vuelos que no partan de una base de operaciones, como por ejemplo Gulfstream International Airlines, que operaba vuelos dentro del estado de Florida y entre Florida y las Bahamas.
Durante más de 40 años, Continental operó una gran base de operaciones en Denver, Colorado, pero tomó la decisión de cerrar esta base en 1995 inmediatamente después de la apertura del Aeropuerto Internacional de Denver (DIA). DIA presentaba unos mayores costes de operación que el antiguo aeropuerto Stapleton, al que el DIA había reemplazado. La inesperada naturaleza de este cambio dolió mucho en Denver, que estaba viendo grandes crecimientos de pasajeros, en buena parte, gracias a Continental. La inevitablemente marcha de Continental permitió el establecimiento de la "nueva" Frontier Airlines (una nueva compañía, sin relación con la desaparecida del mismo nombre). Frontier se expandió rápidamente para ocupar el hueco que había creado Continental con su cierre de la base de operaciones de Denver.
Durante sus cuarenta primeros años de existencia, Continental era una aerolínea de vuelos internos; sin embargo, especialmente después de la incorporación de las rutas de Texas International, operaba a más destinos mexicanos que ninguna otra aerolínea estadounidense a mediados de los 80.
La primera entrada de Continental en el mercado transatlántico se produjo en abril de 1985, con la inauguración de los vuelos de Houston a Londres Gatwick. Aunque su intención era volar a Londres-Heathrow el acuerdo Bermuda II lo impedía, Continental ha mantenido sus vuelos a Londres-Gatwick, donde en 2007 al menos seis vuelos al día viajaban a Newark, Houston, y Cleveland.
En marzo de 2008, entró en vigor un Acuerdo de Cielos Abiertos entre los Estados Unidos y la Unión Europea, invalidando las restricciones del Bermuda II que limitaba el número de compañías y ciudades de los Estados Unidos que se podían efectuar desde Londres-Heathrow. En noviembre de 2007 Continental anunció que volaría a Londres-Heathrow desde sus bases del Aeropuerto Intercontinental George Bush y del Aeropuerto Internacional Libertad de Newark con dos vuelos diarios directos que pretendía estrenar el 29 de marzo de 2008. Los vuelos reemplazaron a los que antes había a Londres-Gatwick y que estaban operados con Boeing 777-200ER y 767-200.

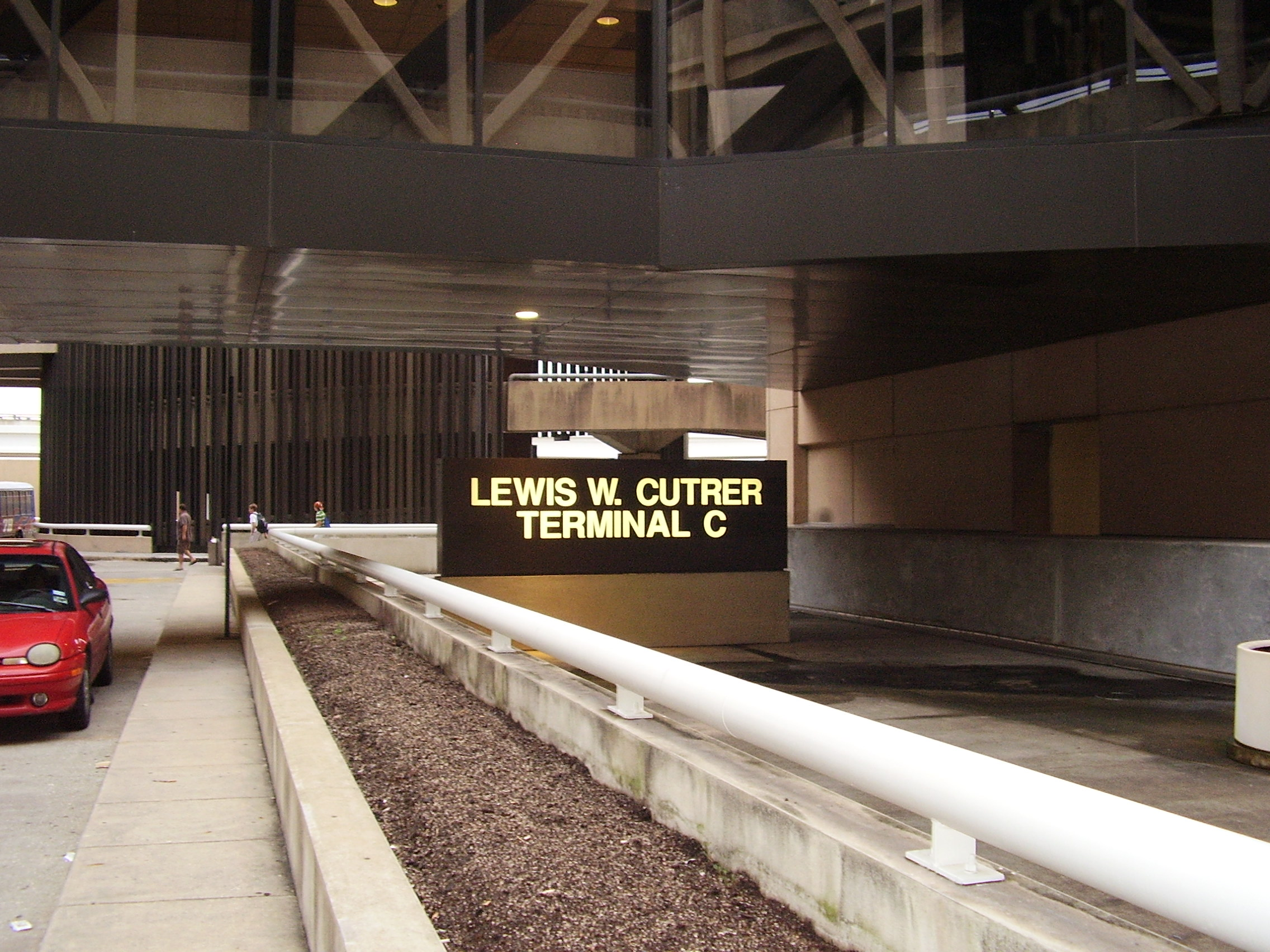
Continental efectúa vuelos directos con sus propios aviones desde la terminal C Lewis W. Cutrer en el Aeropuerto Intercontinental George Bush en Houston, Texas.

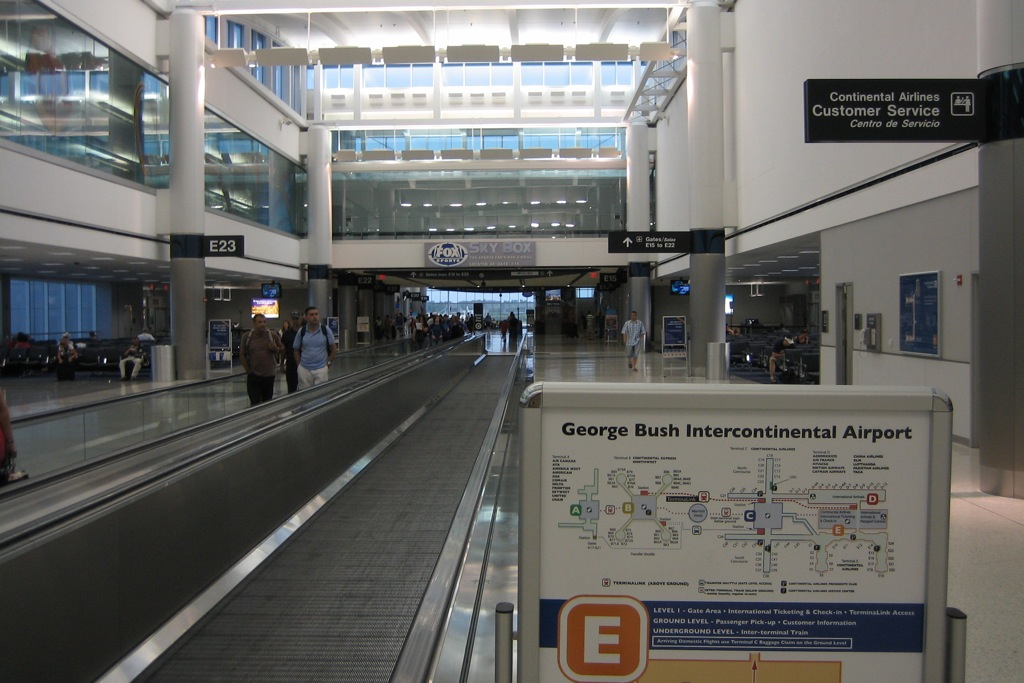
Continental efectúa vuelos internacionales desde la terminal E del Aeropuerto Intercontinental George Bush, Houston, Texas.

Durante la guerra de Vietnam, Continental efectuó un buen número de vuelos chárter militares implementando su presencia de la región del Pacífico que culminó con la creación de las operaciones de Air Micronesia. Los vuelos a Japón fueron inaugurados en los 70 desde Guam y Saipán, y a finales de los 80, los vuelos directos entre Seattle y Tokio fue durante un tiempo efectuados con Boeing 747, que pronto fue reemplazado por el vuelo Honolulú-Tokio (Narita). Durante los 90, Continental mantuvo una presencia mínima en el mercado de larga distancia transpacífico, hasta la entrega de los 777 en 1998 que permitió la apertura de vuelos directos a Tokio desde Houston y Newark. En 2007, Hong Kong y Pekín fueron añadidos a la red de rutas, y Shanghái les seguirá la estela en 2009, todos ellos desde la base de vuelos de Newark. Continental operó con Australia en el pasado con aviones Douglas DC-10 y desde Hawái con Boeing 747; si bien Continental redujo muchos de sus vuelos con Australia, pero continuó operando con los Boeing 737-800 de Air Micronesia entre Cairns y Guam.
Continental efectúa el mayor número de frecuencias regulares de todas las compañías de Estados Unidos a India, Japón, México, y el Reino Unido, y es la única aerolínea de Estados Unidos que vuela a Noruega, los Estados Federados de Micronesia, las Islas Marshall, y Palaos. Continental comenzó a volar desde Newark a Bombay, India el 1 de octubre de 2007 convirtiéndose en el segundo destino indio de Continental.
El 24 de septiembre de 2007 el Departamento de Transportes intentó premiar a Continental con servicios de vuelos diarios directos entre Newark y Shanghái, que comenzó en marzo de 2009. La ruta transpacífica se efectúa con el Boeing 777-200ER, cuyo vuelo tiene origen y final en Cleveland con un cambio de avión hasta Newark.
Continental estaba considerando a operar vuelos desde su base de operaciones de Houston a Dubái, Roma, Milán, y Madrid que planea inaugurar cuando comience a recibir los aviones 787 después de 2010.
Continental anunció el 12 de junio de 2008 sus planes de concluido sus vuelos a quince destinos como parte de su esfuerzo por reducir los costes debido al incremento de costes y la reducción de la demanda. La aerolínea cerrará sus puertas y puestos de facturación en cada uno de estos aeropuertos. Los vuelos a las siguientes ciudades serán cancelados totalmente: Denpasar, Bali, Indonesia; Cali, Colombia; Colonia, Alemania; Guayaquil, Ecuador; Monclova, México; Santiago, República Dominicana; Oakland, California; Palm Springs, California; Reno, Nevada; Sarasota, Florida; Tallahassee, Florida; Green Bay, Wisconsin; Chattanooga, Tennessee; Toledo, Ohio y Montgomery, Alabama.
Como resultado de las condiciones económicas actuales, los vuelos a otros destinos también se reducirán o eliminarán desde los centros de operaciones de Continental en Newark, Houston, Cleveland y Guam. Los viajeros de Houston y Cleveland se verán fuertemente afectados por los planes de reducción de vuelos de la compañía.

## Flota

### Continental Airlines
La flota de Continental, estaba compuesta en exclusiva de aviones Boeing tenía una media de edad de 9,5 años en diciembre de 2009. La flota se componía de cuatro tipos de aviones (Boeing 737, 757, 767, y 777) en once variantes, y a la espera de que dos variantes del Boeing 787 Dreamliner entren en servicio en 2011. Continental ha sido siempre una de las principales operadoras de aviones de consumo eficiente en la escena de la aviación. La utilización diaria de los aviones de la compañía era la más alta de la industria.
La flota de Continental consistía en los siguientes aviones:

*Son propiedad de Continental Micronesia.

Continental Airlines fue una de las tres compañías (junto a American Airlines y Delta Air Lines) en firmar un acuerdo de exclusividad con Boeing a finales de los 90. Cuando Boeing adquirió McDonnell Douglas, la Unión Europea obligó a Boeing a anular todos los contratos. Ambas partes llegaron a un acuerdo de caballeros finalmente.
Continental fue una de las primeras grandes aerolíneas en volar el Boeing 757 en rutas transatlánticas. Hubo un buen número de restricciones de alcance en los vuelos transatlánticos en dirección oeste debido a los fuertes vientos de frente provocando que se efectuasen paradas intermedias no contempladas en las programaciones, si bien estas escalas técnicas no son muy frecuentes. El uso de los 757 con su reducida capacidad de asientos permitió la operación en rutas "delgadas" (rutas con poco tráfico de pasajeros) convirtiéndolas en económicamente rentables. Esto posibilitó vuelos directos desde pequeñas ciudades, como Bristol, Inglaterra y Hamburgo, Alemania a Nueva York. Previamente, los clientes originales de estas y similares ciudades necesitaban conectar en alguna base europea como Londres, París o Fráncfort para viajar a Nueva York.

### Flota histórica
| Avión                | Total | Pedidos | Notas       |
| -------------------- | ----- | ------- | ----------- |
| Boeing 707–124       | 4     | 1       |             |
| Douglas DC-3         | 10    | 0       |             |
| Douglas DC-6         | 1     | 0       | Alquilado   |
| Douglas DC-6B        | 2     | 0       | 1 alquilado |
| Douglas DC-7B        | 5     | 0       |             |
| Vickers Viscount 812 | 15    |         |             |
| Total                | 37    | 1       |             |

| Avión            | Total | Pedidos | Notas |
| ---------------- | ----- | ------- | ----- |
| Boeing 707-320C  | 13    | 0       |       |
| Boeing 720B      | 8     | 0       |       |
| Boeing 727       | 13    | 0       |       |
| Boeing 747–100   | 2     | 2       |       |
| Boeing 747–200   | 7     | 0       |       |
| Douglas DC-9-10F | 19    | 0       |       |
| Total            | 55    | 2       |       |

| Avión              | Total       | Pedidos     | Notas |
| ------------------ | ----------- | ----------- | ----- |
| Boeing 727–100     | 14          | 0           |       |
| Boeing 727–200     | 39          | 7           |       |
| MD-80              | Desconocido | Desconocido |       |
| Douglas DC-10-10   | 7           | 0           |       |
| Douglas DC-10-10CF | 4           | 0           |       |
| Douglas DC-10-30   | 2           | 0           |       |
| Airbus A300B4      | 12          | 0           |       |
| Total              | 78          | 7           |       |

### Continental Express
- Bombardier CRJ-200ER: 59
- Embraer ERJ-135: 48
- Embraer ERJ-145: 45
- Total: 152[50]

### Continental Micronesia
- Boeing 737-800: 9
- Boeing 767-200ER: 4
- Total: 13[51]

## Cabina
Continental Airlines tenía una configuración de dos clases de servicio, Primera/BusinessFirst y clase turista, para los aviones de la flota de la aerolínea principal.

### BusinessFirst
Continental recientemente anunció, aunque aún no los ha instalado, asientos BusinessFirst que quedarían totalmente horizontales, reclinándose 180 grados y proporcionando 2 m de espacio para dormir cuando el asiento está completamente extendido en estos aviones de fuselaje ancho.El recostemiento del asiento ofrece una anchura de 25 pulgadas (635 mm) cuando el reposabrazos está colocado a ras del respaldo del colchón. Los controles electrónicos "one-touch" permiten a los pasajeros colocar fácilmente su asiento en la posición normal de viaje, en diferentes posiciones de descanso y algunos controles más para ajustar el respaldo, el soporte lumbar y el apoyo de piernas y pies. También está disponible una conexión para el iPod en los nuevos asientos de la clase Business. Los nuevos asientos BusinessFirst también tienen seis posiciones de reposacabezas, y una luz de lectura individual en el techo permitiendo al pasajero Business leer en cama sin molestar a su vecino y que le da una sensación de total confidencialidad.
Los nuevos asientos BusinessFirst se prevé que comiencen a funcionar en otoño de 2009. No hay una fecha fija para la entrada de los aviones a mantenimiento para cambiar sus asientos.

### Primera clase nacional
La primera clase nacional se ofrecía en vuelos internos. Está disponible en todos los aviones de la familia Boeing 737, así como de los Boeing 757-300. Los asientos tienen desde 20.75 a 21 pulgadas (533,4 mm) de ancho, y tienen entre 37 y 38 pulgadas (965,2 mm) de separación entre asientos. Los pasajeros a bordo de esta clase recibían comida, refrescos y bebidas alcohólicas de manera gratuita. Los pasajeros podían ver películas en las pantallas de TV del techo que hay por toda la cabina. A comienzos de 2009, Continental planó añadir LiveTV y servicios Wi-Fi a todos los Boeing 737 de nueva generación y Boeing 757-300 que serán gratuitos para todos los pasajeros de primera clase.

### Clase turista internacional
La clase turista estaba disponible en todos los vuelos internacionales. Los asientos tienian de 17.2 a 17,9 pulgadas (454,7 mm) de ancho, y tienian entre 31 y 32 pulgadas (812,8 mm) de separación entre asientos. Los pasajeros a bordo de esta clase recibían de manera gratuita comidas, aperitivos y bebidas no alcohólicas; las bebidas alcohólicas podían ser adquiridas por cinco dólares por bebida o un cupón de bebida de Continental.
Los aviones Boeing 757-200 disponían de sistemas de entretenimiento a la demanda (AVOD) en la parte trasera de todos los asientos. Los Boeing 767 y 777 estaban equipados con una televisión personal en la parte trasera de todos los asientos, utilizando un sistema de cintas. Todos los Boeing 777-200 estarían equipados con AVOD a finales de 2009. En todos los Boeing 757-200 y los Boeing 777-200 que serán dotados de AVOD, estarían equipados con enchufes (dos enchufes por cada grupo de 3 asientos) que no requieren de adaptadores especiales o cables.

### Clase turista nacional
La clase turista estaba disponible en todos los vuelos internos. Los asientos median 17,2 pulgadas (436,9 mm) de ancho, y tenían entre 31 y 32 pulgadas (812,8 mm) de separación entre asientos. Los pasajeros a bordo de esta clase reciben de manera gratuita comidas, aperitivos y bebidas no alcohólicas. Las bebidas alcohólicas pueden ser adquiridas por 5 dólares o un cupón por bebida. Los pasajeros de algunos Boeing 737-300 y todos los Boeing 737-700, -800, -900, -900ER, y 757-300 pueden ver películas en las pantallas situadas en el techo que hay en toda la cabina y los auriculares pueden ser adquiridos por 1 dólar. En enero de 2009, Continental comenzó a añadir LiveTV y servicios Wi-Fi a todos los Boeing 737NG y Boeing 757-300 que costará, su uso por parte de los pasajeros de clase turista, 6.00 dólares.

## OnePass
Fundado en 1987, OnePass es el programa de viajero frecuente de Continental Airlines, Copa Airlines y Copa Airlines Colombia. OnePass ofrece al viajero regular la posibilidad de obtener billetes gratuitos, mejoras en vuelo a la primera clase, acceso a las salas vip en cada aeropuerto (President's Club), y otros tipos de recompensas. Los clientes acumulan millas de sus segmentos de vuelo que hayan efectuado con Continental Airlines y sus asociadas. Las tarjetas OnePass son Silver, Gold y Platinum y dan beneficios como la mejora de clase de vuelo gratuita, millas adicionales, facturación prioritaria, embarque prioritario, y mucho más. Continental tuvo un programa de viajeros frecuentes antes del OnePass, que se había iniciado poco después de que American Airlines comenzase el suyo propio en 1981 y cuando la mayoría de aerolíneas estadounidenses seguían sus pasos, pero se fusionó con el programa de viajeros frecuentes de Eastern Airlines en 1987 para conformar OnePass. El nombre "OnePass" se refería a la posibilidad de acumular millas en dos grandes aerolíneas, llamadas Continental y Eastern, en un único programa de viajeros frecuentes. El programa Onepass dará por finalizada su operación el 31 de diciembre de 2011 ya que a partir del 1 de enero de 2012 continuará sus operaciones con MileagePlus (programa de viajero frecuente de United Airlines)
Además de sus asociadas Continental Express, Continental Connection, y la alianza Star Alliance, Continental tiene programas de viajeros frecuentes con las siguientes aerolíneas:
| - Alaska Airlines - American Eagle (solo dentro de California) - Cape Air - Emirates Airline - EVA Air - Hawaiian Airlines | - Horizon Air - Island Air - Kingfisher Airlines - Qantas - US Helicopter - Virgin Atlantic |

Los miembros de OnePass también pueden conseguir millas a través de las compañías de alquiler de coches y hoteles asociados. Debido a su acuerdo con Amtrak, las millas también pueden obtenerse en algunos trenes Amtrak.

## Presidents Club
El Presidents Club es el programa de salas aeroportuarias de los pasajeros de Continental Airlines, Copa Airlines y Copa Airlines Colombia. Todas las salas disponen de bares. Continental fue la primera aerolínea en ofrecer wi-fi de forma gratuita en sus salas. Hay 26 salas en todo el mundo y tiene beneficios recíprocos con las 40 salas adicionales operadas por los miembros de SkyTeam que incluyen a Delta Air Lines, Aeroméxico, Alitalia, y Northwest Airlines. Los miembros del Presidents club también tienen acceso a las salas de Alaska Airlines y del Amtrak Acela. El Presidents Club tenía un coste en noviembre de 2008 para los miembros normales de OnePass de 5.500 dólares. Los pasajeros de clase BusinessFirst que efectúen itinerarios internacionales así como los pasajeros de la clase Business internacional tienen derecho a acceder a estas salas. Los viajeros BusinessFirst pueden llevar a dos invitados y los miembros del Presidents Club pueden llevar dos invitados o a su familia inmediata (esposa y niños de menos de 21 años de edad). Los miembros de las tarjetas American Express Platinum y Centurion tienen garantizado el acceso a los Presidents Club si van a tomar un vuelo ese día, operado por Continental con número de vuelo de esta.

### Ubicaciones
Las ubicaciones de las Presidents Club son las siguientes:
| - Atlanta - Austin - Boston - Chicago O'Hare (Compartida con Northwest Airlines) - Cleveland - Dallas/Fort Worth - Denver | - Fort Lauderdale - Guam - Honolulú - Houston (5) - Los Ángeles - Las Vegas - Nueva York La Guardia - Newark (3) | - Ciudad de Panamá, Panamá (Compartida con Copa Airlines) - San Antonio - San Francisco - Seattle/Tacoma - Washington Reagan |

## Continental Currency
En los quioscos de Continental Airlines en los aeropuertos los pasajeros pueden adquirir las "Continental Currency", una tarjeta de prepago para adquirir auriculares y bebidas alcohólicas en vuelo.
Continental permite a sus pasajeros comprar la "Continental Currency" por las siguientes cantidades:
- 1 cupón por 5 dólares
- 2 por 10 dólares
- 3 por 13 dólares (la aerolínea la anuncia con un descuento de 2 dólares)
- 6 por 25 dólares (la aerolínea la anuncia con un descuento de 5 dólares )

## Acuerdos de código compartido
Continental Airlines tiene acuerdos de código compartido con las siguientes aerolíneas en enero de 2011:

(Esta lista no incluye las aerolíneas de SkyTeam)
| - Aeromar - Avianca - Cape Air - Copa Airlines - Copa Airlines Colombia | - EVA Air - Hawaiian Airlines - Island Air - TACA Airlines - Virgin Atlantic Airways - Amtrak (Northeast Regional es el servicio de ferrocarril que se ofrece a determinados destinos desde la estación de tren del aeropuerto de Newark, pese a que Amtrak no sea una aerolínea) |

### Código compartido deContinental Connection

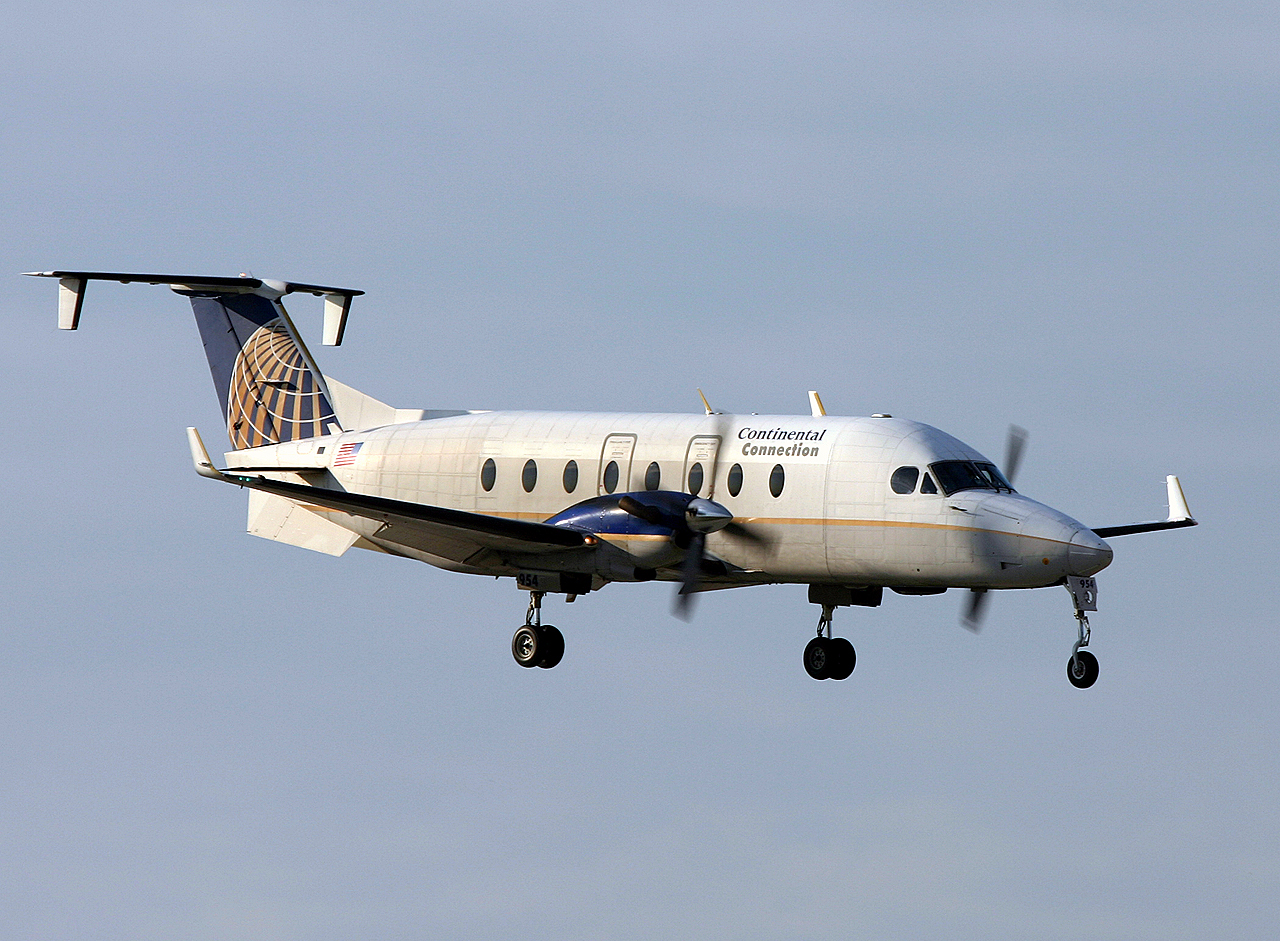
Avión de Continental Connection.

Continental Connection tiene un acuerdo de código compartido con American Eagle (el equivalente en American Airlines de Continental Express), aunque no con American Airlines. Aunque, American Eagle tampoco opera como Continental Connection, se limita a efectuar código compartido con Continental Connection, no con Continental Airlines. Los operadores de Continental Connection son:
- CommutAir opera principalmente desde las bases de operaciones de Continental en Cleveland y Newark.
- Colgan Air opera desde Houston, Newark, y Cleveland. Colgan, como filial de Pinnacle Airlines (que actualmente vuela como principal aerolínea de vuelos de Northwest Airlink), opera aviones Bombardier Q400 desde Newark y Cleveland y con Saab 340B desde Houston como 'Continental Connection'.
- Cape Air opera (Continental también tiene acuerdos de código compartido con la Cape Air grande) en el Sur de Florida y desde Guam a Saipán, Saipán a Rota y Rota a Guam.
- Gulfstream International Airlines opera en las Bahamas, Miami, Ft. Lauderdale, Orlando, Tampa, West Palm Beach, Jacksonville, Fort Walton, Tallahassee, Fort Myers, Key West, y Sarasota.

## Hito medioambiental
Continental Airlines ha efectuado muchos esfuerzos para minimizar los efectos negativos al medio ambiente de las aerolíneas comerciales.
Los empleados de Continental han efectuado grandes esfuerzos para modificar el patrón de operaciones y así reducir el impacto medioambiental. La compañía invirtió 12 000 millones de dólares para adquirir 270 aviones de consumo eficiente y sus equipos. Estos esfuerzos ayudaron a reducir significativamente las emisiones de gases causantes del efecto invernadero, y mejoraron el consumo de combustible en un 45% en los últimos 10 años.
Continental creó un programa que permitía a los pasajeros compensar las emisiones de su vuelo con la posibilidad de pagar dos euros extra. El dinero recaudado se destina a la plantación de aquellas zonas de reforestación. Los pasajeros también pueden contribuir con 50 dólares o más a un fondo para la creación de proyectos de energías renovables como los de energía solar o eólicas, o el restablecimiento de la flora marina de los océanos o la reforestación a gran escala.
La Agencia de Protección Medioambiental (EPA) de los Estados Unidos otorgó el premio "Diseño del plan medioambiental" a Continental (2008) por el uso de preparados de tratamiento de superficie del avión libre de cromo que son medioambientalmente viables. Continental Airlines es la primera compañía que utiliza esta tecnología en sus aviones. El producto, "PreKote", elimina los residuos químicos que son normalmente utilizados en la fase de pretratamiento previa a la pintura del avión. Esta tecnología permitió una mejora de las condiciones de los empleados, mientras también se reducen los procesos de depurado.
Continental Airlines está planeando efectuar pruebas de vuelo empleando un avión propulsado por biocombustible. El 7 de enero de 2009, Continental en unión con GE Aviation efectuó un vuelo de demostración con biocombustible, convirtiendo a Continental en la primera compañía estadounidense que efectuó vuelos utilizando biocombustibles. La base de pruebas, un 737, en uno de sus motores estaba propulsado por una mezcla de queroseno, algas, y otros compuestos.
Continental Airlines ha sido reconocida por la NASA y Fortune Magazine por su importante contribución al medio ambiente.

## Incidentes y accidentes
Los siguientes son los mayores accidentes e incidentes que ha sufrido la flota de Continental Airlines.

### Incidentes menores
- El 1 de julio de 1965, el vuelo 12 de Continental Airlines se salió de pista en el Aeropuerto Municipal de Kansas City mientras aterrizaba en un momento de fuertes lluvias. Las 66 personas a bordo sobrevivieron.
- El 28 de octubre de 2006, el vuelo 1883, un Boeing 757-200 que transportaba a 160 pasajeros, aterrizó en una calle de rodaje paralela a la pista 29 en el Aeropuerto Internacional Libertad de Newark. Nadie resultó herido y ambos pilotos fueron retirados del servicio temporalmente pendientes del resultado de la investigación, aunque desde entonces han sido aprobados para seguir volando. En la investigación se mencionó una posible confusión de las luces de pista y un error del piloto.[75]
- El vuelo 61 de Continental Airlines un Boeing 777 aterrizó de emergencia en Nueva Jersey Cuando el piloto sufrió un ataque al corazón en pleno vuelo. El avión que provenía desde Bruselas aterrizó en Newark. A los mandos estaban el primer oficial y un piloto de relevo. El avión llevaba 247 pasajeros.